# Javor stříbrný
Javor stříbrný (Acer saccharinum) je opadavý strom vysoký přes 30 metrů s původem ze Severní Ameriky. Je oblíbený pro atraktivní listy a svou houževnatost a odolnost všem možným nástrahám přírody.

## Popis
Opadavý strom, vysoký 25–30 m, v oblasti svého původu často ještě vyšší. Koruna poměrně dosti řídká, avšak pravidelná a sotva mezerovitá, směrem k vrcholu rozšířená a vysoko klenutá. Větve příkře vzpřímené, poměrně štíhlé, v horní části často také směřující do stran a mnohdy s nícími letorosty.
Borka u starších stromů hladká, šedá až hnědošedá, občas potažená jemnou sítí lišt a plochých žlábků, odlupčitá ve velmi jemných plátech. Letorosty sytě hnědočervené. Pupeny lehce hranaté, velké, hnědavé.
Listy vstřícné, dlouze řapíkaté, hluboce vykrojené, pětilaločné až pětidílné, jednotlivé laloky nestejně velké, sami rovněž několikrát laločnatě vykrojené až hrubě zubaté na líci svěže matně zelené, na rubu nápaditě stříbřitě bělavě chlupaté, neolysávající, asi 10–15 cm dlouhé a kolem 10 cm široké, na podzim krásně žluté, řidčeji též zbarveny červenými odstíny.
Květy se objevují v březnu dlouho před vyrašením listů a jsou jednopohlavné. Samčí květy krátce stopkaté, odděleně vyrůstající samičí květy jsou dlouze stopkaté.
Plody jsou poltivé dvounažky. Mají srpovitě zakřivená křídla svírající ostrý úhel. Jedno křídlo zůstává velmi často méně vyvinuté. Dozrávají v červnu, ztrácejí rychle klíčivost a vzklíčí, vysety po dozrání, po 2 až 3 týdnech. Klíčení podzemní.
Dřevo bělavé, méně hodnotné.

## Areál rozšíření
Stejně jako mnoho jeho příbuzných druhů pochází ze Severní Ameriky.

## Stanoviště
Javor stříbrný je odolný strom, který zvládá mokro, sucho, silně kyselou zem i udusaný jíl. Pouze nemá rád posypovou sůl a příliš vápenité podloží – může trpět chlorózou. Jeho kořeny jsou na druhou stranu tak houževnaté, že mohou ohrozit mělce uložené trubky a pěšiny bez řádných základů v bezprostřední blízkosti. Plně mrazuvzdorný do min. -34°C, možná ještě o něco více.

## Použití
Pro svůj rychlý růst je oblíbenou dřevinou větších městských parků. Ve své domovině se pro svoji sladkou mízu využíval jako zdroj cukru.

## Galerie

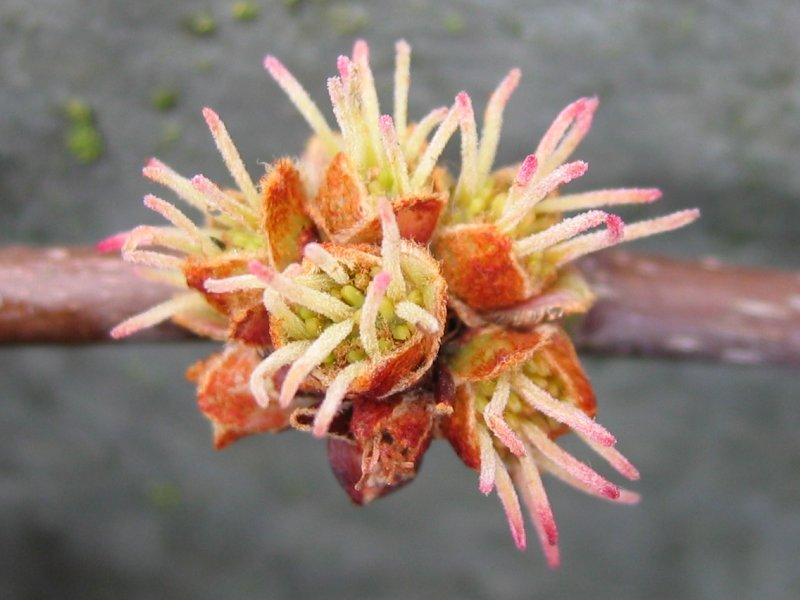
Květ
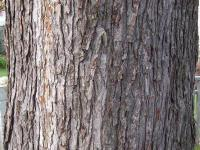
Borka
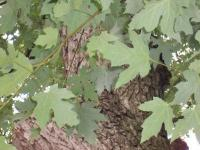
Listy
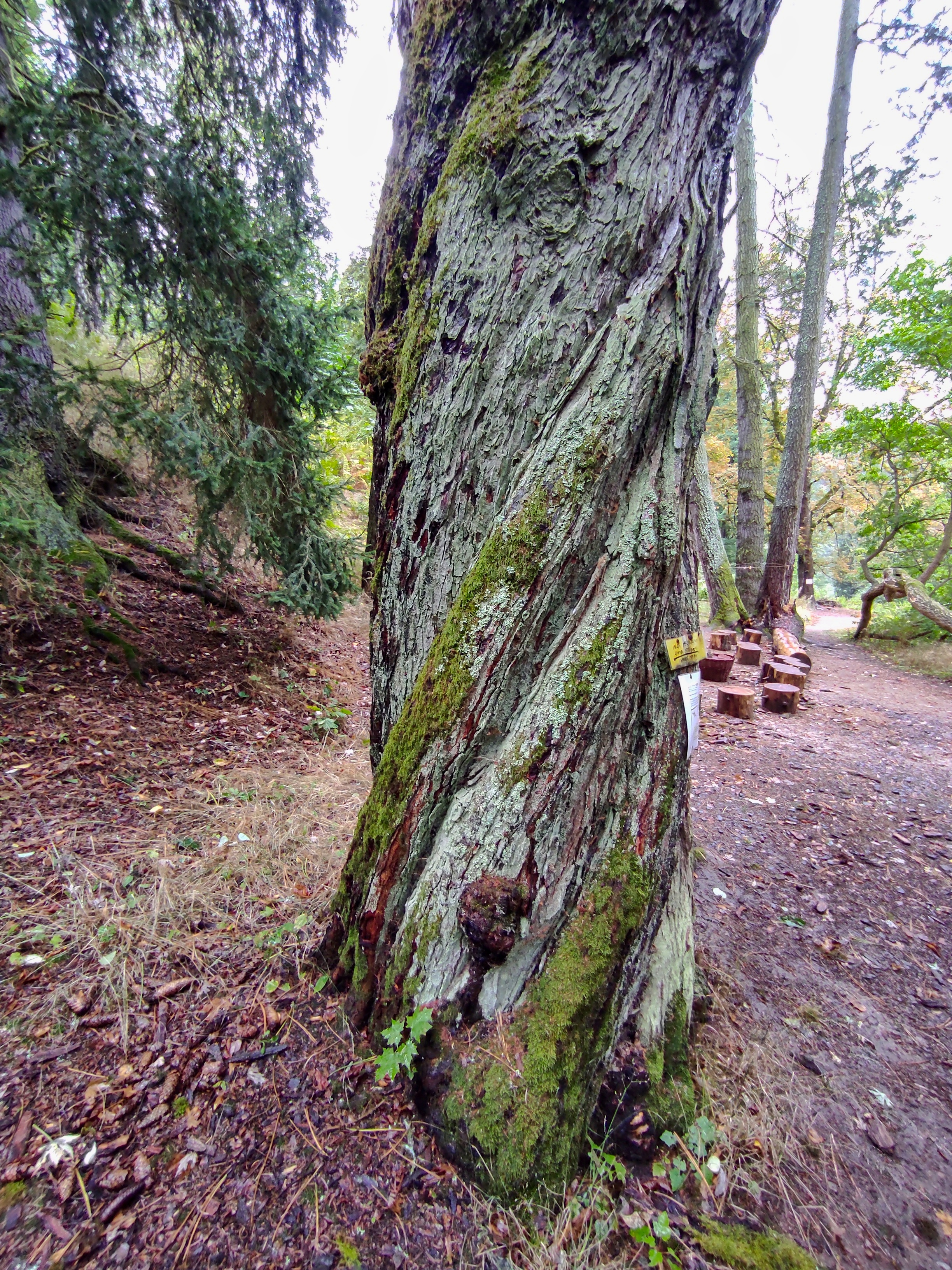
Šroubovitě stočený kmen exempláře v Bečovské botanické zahradě

## Památné stromy
- Javory v Kyšicích
- Javor pod Zelenou Horou
- Javor u klatovské pošty
- Stříbrný javor u Komorní Hůrky
- Alej u Fryšavy
- Javor stříbrný v Jindřichovickém zámeckém parku
- Javor stříbrný v Rečkovicích
- Javor v Kolíně
- Jenišovický javor
- Stříbrný javor v Husových sadech
- Stříbrný javor v Jiříkově
- Vltavotýnský javor stříbrný (na vinicích)